# 坂本和也 (画家)
坂本 和也 (さかもと かずや、1985年5月14日 - )は、日本の画家・アーティスト。鳥取県米子市出身。2004年に米子西高等学校を卒業後、名古屋芸術大学へ進学、同大学院美術研究科を修了。その後、主に「水草」をイメージの源泉とした作品制作に取り組んでいる。海外のアートフェアに多数出展し、現代美術コレクターや企業が収蔵するなど、若手の中でも注目される画家である。nca | nichido contemporary art(日動画廊)所属。

## 経歴
- 1985 鳥取県生まれ
- 2004 鳥取県米子西高等学校 卒業
- 2012 名古屋芸術大学 美術学部洋画2コース 卒業
- 2014 名古屋芸術大学大学院美術研究科美術専攻同時代表現研究領域 修了
- 2017-2018 文化庁平成29年度新進芸術家海外研修（研修先：台湾）

## 主な展覧会
個展
- 2010 「a ripple」hinten、愛知県
- 2012 「ALA Project No9 Kazuya Sakamoto」 ART LAB AICHI、愛知県
- 2016 「Between Breaths」 nca | nicido contemporary art、東京都
- 2017 「Art Stage Singapore -solo projects by emerging Asia Pacific Artist-」、シンガポール
- 2017 「Landscape gardening」 米子市美術館、鳥取県

グループ展
- 2009 「FRESH」R2、千葉県
- 2009 「美系優秀」文化フォーラム春日井、愛知県
- 2010 「CIRCLE 2」愛知県立芸術大学サテライトギャラリー、愛知県
- 2010 「party」hinten、愛知県
- 2010 「少し離れたところ」voice gallery、京都府
- 2011 「various speeds」voice gallery、京都府
- 2012 「トーキョーワンダーシード2012展」tokyo wander site渋谷、東京都
- 2012 「密度Ⅲ」ART LAB AICHI、愛知県
- 2013 「OPEN STUDio 2013」artist run space i/o、愛知県
- 2014 「Some Like It Witty」 Gallery EXIT、香港
- 2015 「アーツ・チャレンジ2015」　愛知芸術文化センター、愛知県
- 2015 「豊穣なるもの　現代美術in豊川」 豊川市桜ヶ丘ミュージアム、愛知県
- 2015 「Sensing Body」nca|nichido contemporary art、東京都
- 2015 「BAZAAR art JAKARTA 2015」THE RITZ-CARTON JAKARTA、インドネシア
- 2015 「ART TAIPEI 2015」Taipei World Trade Center、台湾
- 2016 「As Small as the Universe」galerie nichido Taipei、台湾
- 2016 「ART TAIPEI 2016」Taipei World Trade Center、台湾
- 2017 「ART STAGE SINGAPORE 2017」Marina Bay Sands、シンガポール
- 2017 「感性の寄港地 curated by 長谷川祐子」日台文化交流展覧会マイ・コレクション展、T-Art Gallery、東京都
- 2017 「Identity XIII-curated by Daisuke Miyatsu」nca|nichido contemporary art、東京都
- 2017 「ART TAIPEI 2017」Taipei World Trade Center、台湾

## 主なコレクション
- ARTBOX 小美術館（台湾）
- 宮津大輔コレクション
- 株式会社オーラルケア
- タグチ・アートコレクション
- 名古屋芸術大学
- 面谷内科・循環器内科クリニック
- 他、プライベートコレクション多数

## 作品集
- 「Kazuya Sakamoto　-Landscape gardening-」米子市美術館、2017年